# Ptychadena christyi
Ptychadena christyi är en groddjursart som först beskrevs av George Albert Boulenger 1919.  Ptychadena christyi ingår i släktet Ptychadena och familjen Ptychadenidae. IUCN kategoriserar arten globalt som otillräckligt studerad. Inga underarter finns listade i Catalogue of Life.